# Azhagiapandiapuram
Azhagiapandiapuram (o Azhakiapandipuram) è una suddivisione dell'India, classificata come town panchayat, di 12.060 abitanti, situata nel distretto di Kanyakumari, nello stato federato del Tamil Nadu. In base al numero di abitanti la città rientra nella classe IV (da 10.000 a 19.999 persone).

## Geografia fisica
La città è situata a 08° 19' 19 N e 77° 26' 44 E.

## Società

### Evoluzione demografica
Al censimento del 2001 la popolazione di Azhagiapandiapuram assommava a 12.060 persone, delle quali 5.986 maschi e 6.074 femmine. I bambini di età inferiore o uguale ai sei anni assommavano a 1.133, dei quali 538 maschi e 595 femmine. Infine, coloro che erano in grado di saper almeno leggere e scrivere erano 9.265, dei quali 4.807 maschi e 4.458 femmine.